# Demetrio il Bello
Demetrio (in greco antico: Δημήτριος?, Demétrios; 285 a.C. circa – Cirene, 249 a.C.), conosciuto come Demetrio il Bello (Δημήτριος ὁ Καλός, Demétrios o Kalós) o Demetrio di Cirene, è stato un sovrano macedone antico, figlio di Demetrio I Poliorcete e per breve tempo re di Cirene dal 250 a.C. alla sua morte.

## Biografia
Demetrio il Bello, così chiamato per l'avvenente aspetto fisico, era figlio del re Demetrio I Poliorcete e della sua terza moglie, Tolemaide, figlia di Tolomeo I e di Euridice, a sua volta figlia di Antipatro.
Pertanto, Demetrio il Bello era fratellastro del successore del padre sul trono di Pella, Antigono II Gonata, figlio del Poliorcete e della prima moglie Fila, anch'essa figlia di Antipatro.
Secondo la testimonianza di Eusebio, la moglie di Demetrio il Bello era una nobile tessala chiamata Olimpia, figlia di Pauliclito di Larissa. Da lei Demetrio ebbe due figli, Antigono III Dosone, che divenne re di Macedonia, ed un certo Echestrate, il cui figlio, chiamato Antigono come lo zio, fu messo a morte da Perseo quando questi salì al trono.
Nel 250 a.C. circa, Demetrio il Bello, quando probabilmente la moglie Olimpia era già morta, fu convocato a Cirene per sposare Berenice II, la figlia ed erede di Magas, divenendo quindi egli stesso re di Cirene. Fu però assassinato poco tempo dopo per ordine della stessa Berenice, gelosa della relazione che il marito aveva con sua madre Apama II, moglie del defunto re Magas.
Dopo la morte di Demetrio il Bello, Berenice II andò in sposa al re d'Egitto Tolomeo III. A lei è dedicata la famosa elegia di Callimaco intitolata Chioma di Berenice e l'omonima costellazione.
Demetrio fu l'ultimo re di Cirene del III secolo a.C.: dopo il suo assassinio, Cirene divenne una repubblica fino al 163 a.C., quando il re d'Egitto Tolomeo VIII Fiscone assunse anche la carica di sovrano di questa città.